# Tzeltal, Chiapas
Tzeltal är en ort i Mexiko.   Den ligger i kommunen Chenalhó och delstaten Chiapas, i den sydöstra delen av landet, 800 km öster om huvudstaden Mexico City. Tzeltal ligger 1 226 meter över havet och antalet invånare är 2 068.
Terrängen runt Tzeltal är bergig österut, men västerut är den kuperad. Runt Tzeltal är det tätbefolkat, med 319 invånare per kvadratkilometer. Närmaste större samhälle är Pantelhó, 7,4 km norr om Tzeltal. I omgivningarna runt Tzeltal växer i huvudsak städsegrön lövskog.